# Plinski termometer
Plínski termométer ali plínski toplomér je fizikalna merilna priprava za merjenje temperature, ki deluje na načelu raztezanja idealnega plina. Plinski termometri se v praksi ne uporabljajo, pomembni pa so za razumevanje teorije merjenja temperature ter za kalibracijo drugih vrst termometrov.

#### Sestava
- steklena bučka, ki jo potopimo v medij, katerega temperaturo želimo izmeriti
- U-cev
- U-cev je  napolnjena z živim srebrom.

Ko se snovem spreminja temperatura se le te raztezajo in krčijo. To je zelo dobro opazno pri plinih. Z pomočjo te zakonitosti delujejo plinski termometri, z njihovo pomočjo pa je moč izračunati tudi temperaturo absolutne ničle, saj se plini za razliko od drugih agregatnih stanj enakomerno raztezajo in krčijo.
Drugi zakon termodinamike opisuje nepovračjivost termodinamskih procesov, kar bi lahko opisali tudi z opisom smeri procesa. Iz tega je definirana veličina entropija, ki je v termodinamiki označena z veliko črko S in enoto J/K, vpeljal pa jo je Clausius.
Enačba entropije vsebuje tudi termodinamično temperaturo T, ki je enaka temperaturi idealnega plinskega termometra. Razlika višine zaporne tekočine, ki je običajno živo srebro omogoča konstantnost prostornine bučke prikazane na zgornji sliki. Pri konstantnem  volumnu velja enačba, ki opisuje da sta spremembi temperature in tlaka premo sorazmerni. Za izhodišče sta izbrani trojna točka vode pri tlaku nasičenja vodne pare in temperaturi 273,16K.
{\displaystyle T=T_{0}*(p/p_{o})}
Pri čemer je:
- {\displaystyle p}…tlak, ki ga povzroči tlak okolice in stolpec živega srebra

- {\displaystyle p_{o}=611,73Pa}...tlak nasičenja vodne pare pri temperaturi {\displaystyle T_{0}}

- {\displaystyle T_{0}=273,16K}

#### Postopek merjenja temperature
Ko je gladina živega srebra na obeh koncih cevi enaka je tlak v bučki enak tlaku okolice.
Če bučki dovajamo toplotno energijo, plinu ki ga vsebuje naraste notranja energija in z tem tudi temperatura. Ob segrevanju plin ekspandira in potisne živo srebro v U-cevi, torej se gladina na desni strani U- cevi zviša. Dobimo višinsko razliko. Nato dvignemo desno stran u-cevi, kar potisne plin nazaj v bučko (mu zmanjša volumen). Tlak v bučki se ob tem dejanju ustrezno poviša. Tako dosežemo da se nivo živega srebra v levem delu U-cevi izenači z nivojem pred začetkom segrevanja bučke. Nato lahko na podlagi višinske razlike med gladinama  na desni in levi strani izračunamo spremembo tlaka v bučki.
Velja naslednja enačba:
{\displaystyle P=\rho *g*h+p_{a}}
Pri čemer je:
- {\displaystyle P}…tlak, ki ga želimo izračunati

- {\displaystyle \rho }…gostota živega srebra

- {\displaystyle g}…težnostni pospešek

- {\displaystyle h}...sprememba višine v desnem delu U-cevi po izenačitvi višine v levem delu

- {\displaystyle p_{a}}…tlak okolice oziroma atmosferski tlak

Na podlagi tega pri tlaku {\displaystyle p} določimo temperaturo plina {\displaystyle T}.
Pri meritvi iste vrednosti temperature ob polnitvi bučke z različnimi plini lahko  ugotovimo, da se ekstrapolirane krivulje pridobljenih rezultatov sekajo v skupni točki, v kateri je tlak 0 Pa,  torej v tej točki razlike med različnimi plini izginejo. Tako lahko definiramo temperaturno lestvico, pri kateri ni pomembno kateri plin uporabimo:
{\displaystyle T=273,16*\lim _{p\to 0}(p/p_{0})}, pri čemer zapis predstavlja limito, ko gre tlak proti vrednosti 0.
Iz tega sledi lestvica idealnega plinskega termometra, ki je identična termodinamični temperaturi.
Splošno plinsko enačbo delimo s tlakom p tako, da na levi strani obdržimo le prostornino:
{\displaystyle V={\frac {m}{M}}{\frac {R}{p}}T}
Pri čemer je:
- {\displaystyle V}…volumen oziroma prostornina
- {\displaystyle T}…termodinamska  temperatura
- {\displaystyle m}….masa
- {\displaystyle R}…plinska konstanta
- {\displaystyle p}…tlak
- {\displaystyle M}…molska masa

Pri stalnem tlaku je sprememba prostornine kar premo sorazmerna spremembi temperature. Dobimo sledečo enačbo: {\displaystyle V_{2}-V_{1}=S(l_{2}-l_{1})=m*R(T_{2}-T_{1})/Mp} , pri čemer je {\displaystyle S} presek cevke. Vidimo, da velja {\displaystyle \Delta l/\Delta T=m*R/(S*Mp)} . Ker so na desni strani izraza same konstantne količine, je lestvica takega toplomera linearna.
Na podlagi Charlesovega zakona, lahko temperaturo določimo glede na spremembo volumna po formuli: 
{\displaystyle V/T=\kappa }
- {\displaystyle {\ce {V}}}…volumen

- {\displaystyle T}…temperatura

- {\displaystyle \kappa } ...konstanta za sistem, potrebno jo je eksperimentalno določiti, za dani sistem v katerem poznamo vrednost temperature.

V praksi plinskih termometrov pri stalnem tlaku ne uporabljamo, ker bi morala biti cevka zelo dolga. Namesto tega raje uporabljamo plinske termometre pri stalni prostornini. Pri stalni prostornini je tlak plina premo sorazmeren temperaturi:
{\displaystyle p={\frac {m}{M}}{\frac {R}{V}}\,T}
S premikanjem gibljive cevke, polne živega srebra, uravnamo tlak tako, da je prostornina plina konstantna.

#### Zgodovina
Italijanski znanstvenik in matematik  Galilejo Galileji je leta 1592 izvajal eksperimente z gretjem vode. Ukvarjal se je z pojavom dviga vodne gladine skladno z dvigom temperature v posodi. Plod raziskav povezave volumna in temperature se je odrazil z predstavitvijo termometra v obliki steklene cevi in bučke leta 1593. Z tem je nastal prvi skaliran termometer na svetu- plinski termometer.
Leta 1612 je profesor Sanctorio Sanctorius nadgradil Galilejev plinski termometer in mu dodal U-cev. Dalje skozi zgodovino je bil deležen dodatnih izboljšav.